# 哈爾科夫河
哈爾科夫河（俄语：река Харьков）或称哈尔基夫河（烏克蘭語：річка Харків），是位於烏克蘭東北部哈爾科夫州的河流，屬於洛潘河的左支流，源自俄羅斯別爾哥羅德州，河道全長71公里，流域面積1,160平方公里。
哈爾科夫市或以該河命名。